# Saint-Germain-Lembron
Saint-Germain-Lembron é uma comuna francesa na região administrativa de Auvérnia-Ródano-Alpes, no departamento Puy-de-Dôme. Estende-se por uma área de 15,76 km². Em 2010 a comuna tinha 2 037 habitantes (densidade: 129,3 hab./km²).